# Bristol (Dakota du Sud)
Pour les articles homonymes, voir Bristol.
Bristol est une ville américaine située dans le comté de Day, dans l'État du Dakota du Sud. Selon le recensement de 2010, elle compte 341 habitants. La municipalité s'étend sur 0,53 mille carré (1,37 km2).

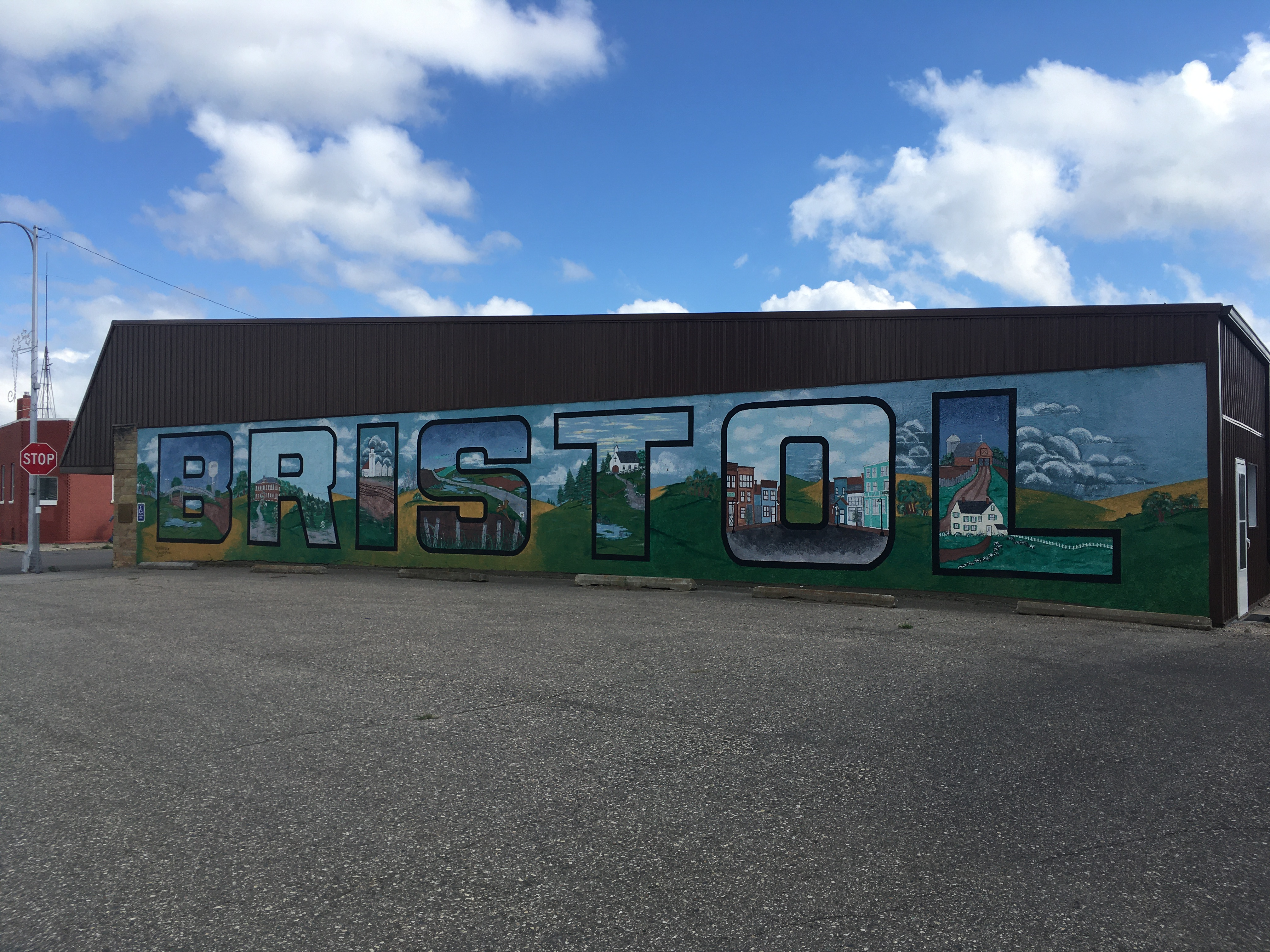
Fresque à Bristol Dakota du Sud

Bristol est fondée en 1881. Elle est nommée par C. H. Prior en référence à la ville anglaise de Bristol.

## Démographie
| 1890 | 1900 | 1910 | 1920 | 1930 | 1940 |
| ---- | ---- | ---- | ---- | ---- | ---- |
| 199  | 282  | 444  | 545  | 688  | 675  |

| 1950 | 1960 | 1970 | 1980 | 1990 | 2000 |
| ---- | ---- | ---- | ---- | ---- | ---- |
| 647  | 562  | 470  | 445  | 419  | 377  |

| 2010 | - | - | - | - | - |
| ---- | - | - | - | - | - |
| 341  | - | - | - | - | - |